# Huangjiayingzhen (ort i Kina, Shaanxi, lat 33,12, long 107,73)
Huangjiayingzhen är en ort i Kina. Den ligger i provinsen Shaanxi, i den nordvästra delen av landet, omkring 170 kilometer sydväst om provinshuvudstaden Xi'an. Antalet invånare är 13 035. Befolkningen består av 6 263 kvinnor och 6 772 män. Barn under 15 år utgör 18,0 %, vuxna 15-64 år 70 %, och äldre över 65 år 11,0 %.
Runt Huangjiayingzhen är det ganska tätbefolkat, med 96 invånare per kvadratkilometer. Närmaste större samhälle är Xixiang, 15,7 km söder om Huangjiayingzhen. I omgivningarna runt Huangjiayingzhen växer i huvudsak blandskog.
Genomsnittlig årsnederbörd är 1 052 millimeter. Den regnigaste månaden är juli, med i genomsnitt 222 mm nederbörd, och den torraste är december, med 2 mm nederbörd.